# Gaetano Chiabrano
Gaetano (Gaspare Giuseppe) Chiabrano (Turin, 9 février 1725 – Turin, 29 janvier 1802) est un violoncelliste et compositeur italien.

## Biographie
Gaetano Chiabrano (parfois Chabran, Ciabran, Ciabrano) est issu d'une famille de musiciens, dont son père, qui est le violoniste Giovanni Nicola (c. 1686–1776) et ses frères sont le guitariste Giovanni Francesco Benedetto, auteur d'une méthode, et le violoniste Carlo Giuseppe Valentino, qui joue onze fois au Concert Spirituel entre avril et juin 1751. Il commence probablement ses études de violon avec son oncle, Giovanni Battista Somis, avant d'apprendre le violoncelle et la contrebasse. Début 1735, son père et son oncle arrangent pour lui son premier poste dans l'orchestre de l'opéra de Turin. 
À partir du 27 décembre 1752, il est employé comme violoncelliste et contrebassiste de la chapelle royale et membre de la musique de chambre du roi de Sardaigne, mais il poursuit son travail au théâtre. Il part en tournée et se rend à Paris et joue au Concert Spirituel en 1755 et à l'opéra de Paris (orthographié « Capperan ») et six de ses sonates y sont publiées avant 1780 : Sei Sonate a violoncello osia fagotto et basso. Ensuite, il rejoint probablement ses frères à Londres en 1784. La même année, il est le « Chabran » qui joue aux Concerts of Ancient Music. DavidWyn Jones, précise cependant que la liste est celle des violonistes, non des violoncellistes.
D'autres sonates sont publiées à Londres en 1767 et 1785 chez Bremner. Il joue également avec le violoncelliste anglais, John Crosdill.
Il meurt à Turin vers 1802.

## Partitions modernes
- 44 sonate da camera : per due violoncelli obbligati, per violoncello e basso, per violoncello solo o fagotto e basso (sonates 1 à 15), biographie par Marie-Thérèse Bouquet-Boyer, coll. « Monumenti musicali italiani » vol. 12, Edizioni Suvini Zerboni, 1988- (OCLC 39895739)
- Quatre sonates pour violoncelle et basse continue, continuo réalisé par Árapád Pejtsik, Kunzelmann 1995 (OCLC 36180591) d'après l'édition de Londres de 1767
- Six sonates : pour violoncelle ou basson et basse continue, édité par Carlo Colombo et Jean-Christophe Dassonville, éd. Accolade (OCLC 901342708)

## Discographie
- Perle del Piemonte - Enrico Gatti, violon ; Antonio Mosca, violoncelle ; Giorgio Tabacco, clavecin (2015, Glossa GCD C80018) (OCLC 954723536)
- La scuola piemontese nel XVIII secolo (Symphonía SY 92S13)